# خشونت سیاسی

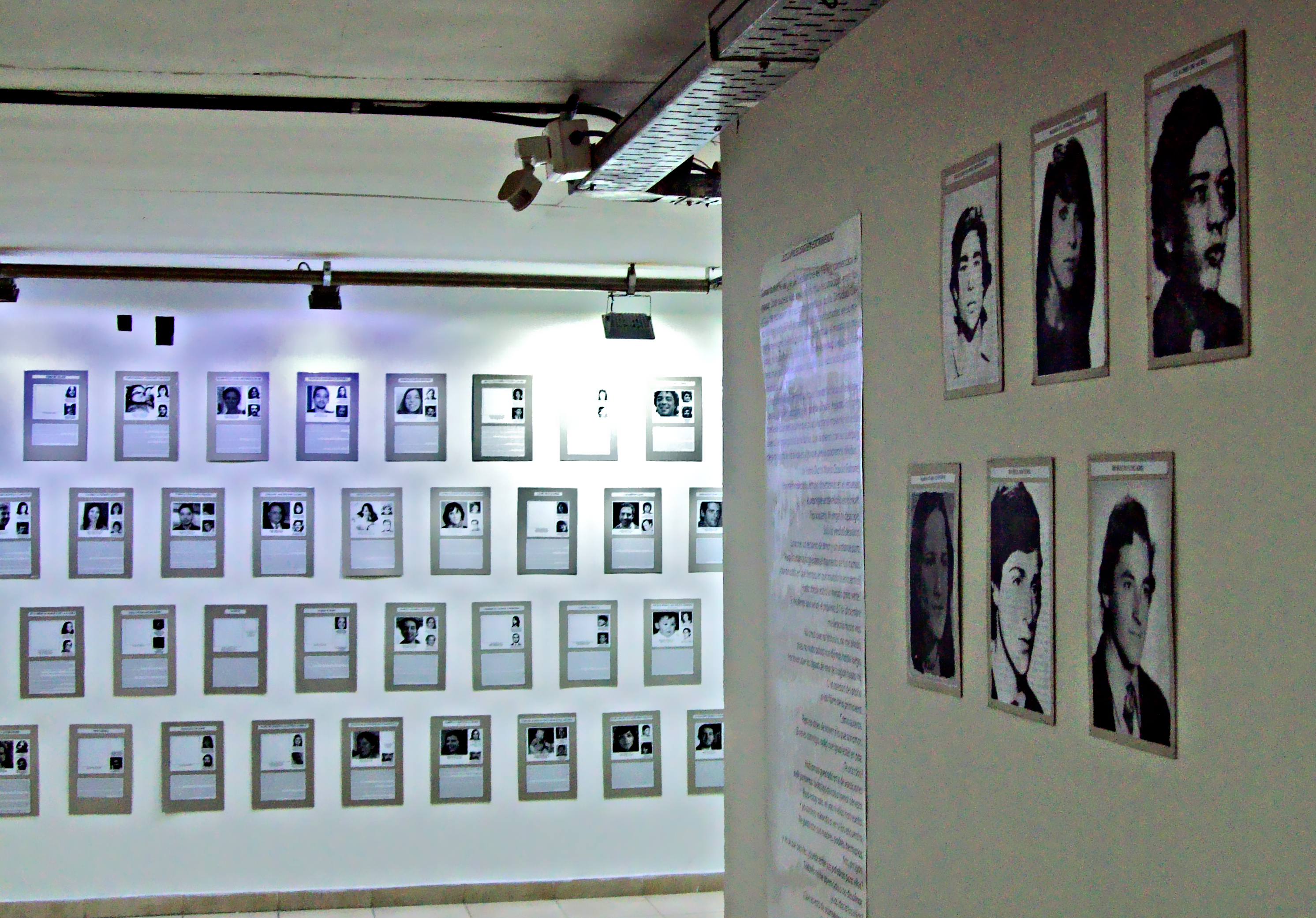
تصویری از قربانیان جنگ کثیف در دوران دیکتاتوری آرژانتین. این دیکتاتوری از حمایت‌های آمریکا تحت عنوان عملیات کندور برخوردار بود.

خشونت سیاسی اشاره به استفاده از خشونت برای دستیابی به اهداف سیاسی دارد. این خشونت می‌تواند توسط یک دولت علیه دولت دیگر (جنگ)، یک دولت علیه غیرنظامی‌ها یا بازیگران غیردولتی (ناپدید شدن قهری، جنگ روانی، وحشی‌گری پلیس، قتل هدفمند، شکنجه، پاک‌سازی قومی، نسل‌کشی)، یک بازیگر غیردولتی خشن علیه دولت یا غیرنظامی‌ها (آدم‌ربایی، قتل هدفمند، تروریسم، شکنجه، جنگ روانی، جنگ چریکی) باشد. خشونت‌های دارای انگیزه سیاسی که توسط بازیگران غیردولتی خشن علیه دولت (قیام، شورش، خیانت یا کودتا) یا دیگر بازیگران غیردولتی یا مردم غیرنظامی انجام می‌شود نیز جزو اشکال خشونت سیاسی است. ترک فعل‌هایی که توسط حکومت‌ها انجام می‌شود مانند اقدام نکردن جهت جلوگیری از قحطی نیز می‌تواند خشونت سیاسی محسوب شود.
به واسطه عدم تقارن میان توان یک دولت و یک بازیگر غیردولتی تنش‌ها میان طرفین سریعاً تبدیل به جنگ نامتقارن می‌شود و طرفین اقدام به جنگ چریکی و ترور می‌کنند. در این خشونت‌ها ممکن است غیرنظامی‌ها یا دیگر اهداف غیر رزمی نیز هدف واقع شوند. مردم ممکن است به صورت دسته‌جمعی براساس این تصور که بخشی از یک گروه اجتماعی، قومی، مذهبی یا سیاسی هستند هدف قرار بگیرند یا به صورت انفرادی به خاطر مبارزه با یک گروه یا کمک به یک گروه مورد هدف واقع شوند.
بسیاری از گروه‌ها و افراد دارای انگیزه‌های ستیزه‌جویانه، شورشگرانه، افراطی و بنیادگرایانه اعتقاد دارند که نظام سیاسی مستقر به خواست‌های آن‌ها توجهی ندارد و تنها راه تغییر وضعیت مطابق با جهان‌بینی سیاسی و مذهبی آن‌ها توسل به خشونت است. به همین سبب هم توسل به خشونت از جانب این گروه‌ها نه تنها موجه بلکه ضروری است. همچنین بسیاری از دولت‌ها در سرتاسر جهان اعتقاد دارند با استفاده از خشونت و ایجاد رعب می‌توانند مردم خود را به اطاعت وادارند. به علاوه دولت‌ها از زور جهت مقابله با تهدیدات خارجی یا مجبور کردن دولت‌های دیگر به تسلیم و اطاعت بهره می‌برند.

## گونه‌ها
خشونت سیاسی دارای گونه‌های گوناگونی است و به همین سبب در علوم سیاسی از چارچوبی استفاده می‌شود که انواع این خشونت را براساس بازیگران آن مشخص می‌کند: خشونت میان بازیگران غیردولتی، خشونت یک طرفه که از جانب دولت علیه غیرنظامیان اعمال می‌شود و آخرین دسته نیز خشونت میان دولت‌ها است.

### خشونت میان بازیگران غیردولتی
در این خشونت بازیگران غیردولتی بدون آنکه نیروهای امنیتی دولت مستقر نقش مستقیمی داشته باشند با یکدیگر درگیر می‌شوند.

#### درگیری قومی
درگیری قومی به معنی وضعیتی است که در آن میان قومیت‌ها درگیری رخ می‌دهد. در درگیری‌های قومی ممکن است گاهی یکی از طرفین از حمایت رسمی یا غیررسمی دولت برخوردار باشد یا یک گروه خاص مورد هدف دولت قرار بگیرد. همچنین ممکن است دولت در درگیری میان قوم‌ها دخالتی نداشته باشد یا حتی برای میانجیگری میان آن‌ها تلاش نیز بکند.

### خشونت یک جانبه از سوی بازیگران غیردولتی

#### تروریسم
تروریسم ممکن است در تنش میان دولت و یک بازیگر غیردولتی یا میان بازیگر غیردولتی و اهداف دیگر مانند تیراندازی در دفتر شارلی ابدو رخ دهد.
تعریف تروریسم به صورت دقیق و قطعی وجود ندارد اما وزارت دفاع ایالات متحده آمریکا دربارهٔ آن گفته است: «تروریسم استفاده برنامه‌ریزی شده از خشونت غیرقانونی یا تهدید به خشونت غیرقانونی جهت القای ترس؛ با هدف ارعاب یا اجبار دولت‌ها یا جوامع در پیگیری اهدافی است که عموماً سیاسی، مذهبی یا ایدئولوژیک هستند.» البته باید توجه داشت که دولت‌ها از برچسب تروریسم استفاده می‌کنند تا همه اعمال دشمنان خود را شیطانی جلوه دهند و در عین حال خشونت به کار رفته توسط خود را تحت عنوان خشونت قانونی نمایان سازند.

### خشونت یک جانبه از سوی دولت
استفاده از گروه مسلح سازمان یافته اعم از اینکه دولتی یا غیردولتی باشد و منجر به مرگ غیرنظامیان شود یک طرفه تلقی می‌گردد. براساس پروژه گزارش امنیت انسانی آن خشونتی که در طی یک سال توسط یک گروه منجر به مرگ حداقل ۲۵ غیرنظامی شود جزو خشونت‌های یک طرفه ثبت می‌شود.

#### نسل‌کشی
نسل‌کشی را نابودی عمدی و سیستماتیک یک گروه قومی، نژادی، دینی یا ملی به صورت جزئی یا کلی دانسته‌اند. البته پیرامون اینکه کشتار چه تعداد انسان می‌تواند موجب رسیدن به حد «جزئی» شود محل بحث‌های فراوانی است. نسل‌کشی عمدتاً با حمایت آشکار یا نهان دولتی انجام می‌شود که در حوزه قدرت آن‌ها در حال رخ دادن است. هولوکاست یکی از مشهورترین نمونه‌های نسل‌کشی در تاریخ است.

#### شکنجه
شکنجه عملی است که با هدف وارد کردن درد شدید (اعم از جسمی یا روانی) جهت تنبیه، انتقام، تخلیه اطلاعاتی، اعتراف یا صرفاً از روی خشونت انجام می‌شود. این عمل امروزه در حقوق بین‌الملل و قوانین داخلی بسیاری از کشورها ممنوع می‌باشد. مصونیت از شکنجه یکی از حق‌های بشری است که در ماده ۵ اعلامیه جهانی حقوق بشر مورد تأکید واقع شده است. امضاکنندگان کنوانسیون سوم و چهارم ژنو ضمن این اسناد پذیرفته‌اند که از شکنجه علیه اسرا جنگی استفاده نکنند. این ممنوعیت‌های جهانی و ممنوعیت‌های داخلی پیرامون شکنجه ناشی از این اتفاق نظر است که شکنجه و بدرفتاری غیراخلاقی و ناکارآمد هستند. سازمان‌هایی مانند عفو بین‌الملل و شورای بین‌المللی توانبخشی برای قربانیان شکنجه به نظارت وضعیت شکنجه و بدرفتاری با انسان‌ها در کشورها و بخش‌های گوناگون جهان مشغول هستند. عفو بین‌الملل بیان می‌دارد که ۸۱ دولت در جهان از شکنجه استفاده می‌کنند که در این میان تعدادی حتی این رفتار خود را پنهان نکرده و به صورت واضح دست به آن می‌زنند.

#### اعدام
منظور از اعدام در اینجا اشاره به حکم اعدامی است که یک دولت برای مجازات یک شخص جهت انجام جرمی صادر می‌کند و قتل فراقضایی که در آن فرد بدون انجام فرآیندهای قضایی اعدام می‌شود را در برنمی‌گیرد. براساس گزارش عفو بین‌الملل در سال ۲۰۱۰ میلادی ۶۷ کشور اقدام به صدور مجازات‌های اعدام می‌کردند که از این تعداد ۲۳ کشور این مجازات را اعمال نیز می‌نمودند. بیشترین شیوه‌های اعدام در حال حاضر عبارتند از گردن‌زنی، خفه کردن، تیرباران، صندلی الکتریکی و تزریق کشنده.

#### قحطی
قحطی می‌تواند به دلیل ارسال منابع به مناطق دیگر، وادار کردن مردم به اطاعت، خالی کردن یک منطقه از جمعیت سرکش یا غیرقابل اعتماد آغاز شود یا قحطی‌های موجود به این بهانه ادامه یابد.

#### وحشی‌گری پلیس
وحشی‌گری پلیس که یکی از اشکال خشونت سیاسی است را می‌توان اینگونه توصیف کرد: «نقض حقوق شهروندی در زمانی که پلیس اقدام به اعمال زور بیش از حدی می‌کند که نسبت به یک غیرنظامی بیش از حد ضروری است.»

### خشونت میان دولت و بازیگر غیردولتی
این حالت در وضعیتی رخ می‌دهد که حداقل یکی از طرف‌های درگیر دولت است.

#### قیام
قیام به معنی یک خیزش خشن علیه دولت مستقر است. این وضعیت عموماً ناشی از نارضایتی‌های سیاسی، مذهبی یا اجتماعی است که از نابرابری یا به حاشیه رانده شدن نشات می‌گیرد.

#### شورش
شورش را می‌توان یک اغتشاش خشونت‌آمیز توسط گروهی از افراد توصیف کرد که جهت اعتراض به اشتباهات یا بی عدالتی‌های مشهود شکل می‌گیرد. این دلایل می‌تواند شامل مسائل متعددی از فقر و بی‌عدالتی تا بیکاری و سرکوب حکومتی را شامل شود. شورشیان خود را به صورت‌های گوناگونی نشان می‌دهند اما رایج‌ترین وجه آن آسیب رساندن به اموال است. یکی از مشخصه‌های اصلی شورش پیش‌بینی‌ناپذیری آن و ناشناس بودن عوامل شرکت کننده در آن است که این عوامل باعث می‌شود دولت‌ها در شناسایی عوامل شورش بسیار ناتوان باشند.
شورش‌ها در چارچوب‌های مختلفی تحلیل شده‌اند که جدیدترین آن مدل سرخوردگی-پرخاشگری است که براساس آن پرخاشگری مشهود در بسیاری از شورش‌ها نتیجه مستقیم ناامیدی گروهی از مردم از جنبه‌هایی از زندگی‌شان است. شورش گسترده و طولانی‌مدت می‌تواند منجر به قیام یا انقلاب شود. بعضی از رایج‌ترین انواع شورش عبارتند از شورش نژادی، شورش زندان و شورش ورزشی.

#### انقلاب
در علوم سیاسی انقلاب به تغییر بنیادین و تقریباً ناگهانی قدرت و ساختار سیاسی گفته می‌شود که در اثر شوریدن مردم بر دولت به دلیل وجود سرکوب یا بی کفایتی سیاسی رخ می‌دهد.
در هنگام انقلاب‌ها خشونت سیاسی بسیار رایج است و از آن جهت رسیدن به اهداف انقلابی و به چالش کشیدن وضع موجود استفاده می‌شود.

#### جنگ داخلی
جنگ داخلی یک درگیری مسلحانه در درون یک کشور میان گروه‌های سازمان‌یافته است. در مواردی نیز این درگیری میان دو کشوری رخ می‌دهد که پیشتر جزوی از یک کشور بودند. در این درگیری هدف طرفین می‌تواند تصرف سرزمین‌های طرف مقابل یا براندازی دولت باشد.

#### پادشورشگری
پادشورشگری که یکی از اشکال خشونت سیاسی است به معنی گستره‌ای از اعمال است که توسط دولت مستقر در یک کشور جهت مهار یا سرکوبی شورشی که در حال رخ دادن است انجام می‌گیرد. در بحث پادشورشگری دکترین‌ها، تئوری‌ها و تاکتیک‌های مختلفی مورد بحث قرار گرفته‌اند که هدف همگی آن‌ها حفاظت از اقتدار دولت و کاهش یا نابودی قدرت شورشیان است. از آنجایی که تمایز میان شورشیان، طرفداران غیر رزمی آن‌ها و جمعیت امری سخت یا حتی ناممکن است عملیات‌های پادشورش غالباً بسیار گیج‌کننده است.

#### خشونت انتخاباتی
خشونت انتخاباتی شامل هرگونه اقدام یا تهدید به زور، ارعاب یا آسیب فیزیکی است که جهت تأثیرگذاری بر روند انتخاباتی یا در چارچوب رقابت انتخاباتی رخ می‌دهد. از این خشونت جهت تأخیر، اخلال، نابودی آرا یا اعتراض به انتخابات یا سرکوب اعتراض به انتخابات استفاده می‌شود.

### جنگ میان دولت‌ها
جنگ به معنی یک درگیری سازمان یافته، مسلحانه و غالباً ادامه‌دار میان دولت‌ها، ملت‌ها یا طرف‌های دیگراست که با خشونت زیاد، اختلال اجتماعی و معمولاً تلفات زیاد شناخته می‌شود. جنگ را باید به عنوان یک درگیری مسلحانه حقیقی، عمدی و گسترده میان جوامع سیاسی درک کرد که به همین سبب نوعی خشونت سیاسی نیز محسوب می‌شود.

## روندها
پژوهش‌ها و آمارهای مختلف نشان می‌دهند که خشونت در سطح جهانی از هنگام جنگ جهانی دوم تاکنون رو به کاهش گذاشته است. برای مثال عامل تلفات جنگی که یکی از ابزارهای اصلی سنجش شدت درگیری‌های مسلحانه است از سال ۱۹۳۶ تاکنون کاهشی بوده است. یک سنجه دیگر یعنی تعداد درگیری‌های داخلی نیز از هنگام پایان جنگ سرد تاکنون کاهشی بوده است.
البته این نظر در سال‌های اخیر مورد انتقاد جدی به خصوص در مورد معیارهای مورد استفاده و مبناهای آماری قرار گرفته است. درگیری‌های گروه‌های جهادی فراملی در سال‌های پس از ۲۰۱۰ موجب افزایش خشونت‌ها شده است و تعداد درگیری‌های فعال ثبت شده در بازه ۲۰۱۶ تا ۲۰۱۹ میلادی نشان دهنده بیشترین آمار درگیری است.

### روندهای بلندمدت
آمار تلفات جنگ‌ها پس از جنگ جهانی دوم تاکنون کاهشی بوده است. با این حال نوساناتی در این کاهش وجود دارد که با جنگ‌هایی مانند جنگ کره، جنگ ویتنام، جنگ ایران و عراق و جنگ شوروی در افغانستان به اوج می‌رسد. همچنین تحلیل آماری بلندمدت نشان می‌دهد که این الگو با توجه به تنوع موجود در مجموعه داده‌های بلندمدت جنگ‌های تاریخی غیرعادی نیست و نتیجه‌گیری از روند نزولی زودهنگام است.
مرکز صلح سیستماتیک گزارش می‌دهد که درگیری‌های مسلحانه پس از جنگ جهانی دوم در ایام فروپاشی اتحاد جماهیر شوروی در اوج خود بود. اما با پایان جنگ سرد این درگیری‌ها کاهش یافت و طی سال‌های ۱۹۹۲ تا ۲۰۰۵ میلادی درگیری‌های خشونت‌بار در سرتاسر جهان ۴۰ درصد کاهش یافت.
سایر مجموعه داده‌ها در مورد خشونت سیاسی نیز روندهای مشابهی را نشان می‌دهد. برنامه داده‌های درگیری اوپسالا که یک نهاد دیگر در حوزه جمع‌آوری داده‌های درگیری‌های مسلحانه است نیز بیان می‌دارد که تعداد این درگیری‌ها از پایان جنگ سرد تاکنون کاهشی بوده است.
استیون پینکر در کتاب فرشتگان بهتر طبیعت ما بیان می‌کند که این کاهش خشونت نه یک روند ۶۰ ساله که روندی هزارساله است.
با این حال مشاهدات نشان می‌دهد که درگیری‌های مسلحانه موجب افزایش خشونت‌های سیاسی در آفریقا و خاورمیانه شده است و پژوهش‌های برنامه داده‌های درگیری اوپسالا روند رو به افزایش درگیری‌های بین‌المللی شده را نشان می‌دهد. درگیری‌هایی که در آن یک دولت با یک گروه داخلی درگیر است اما طرف‌های خارجی نیز در آن دخالت می‌کنند.

### نقدها
گروهی از پژوهشگران در نقد روندی که معتقد است خشونت جهانی در حال کاهش است به این مسئله اشاره دارند که اتکا صرف بر میزان تلفات نظامی می‌تواند گمراه کننده باشد.
تانیشا فضل در این مورد بیان می‌دارد که کاهش تلفات به دلیل پیشرفت‌های پزشکی است و درگیری که یک سده پیش ممکن بود ۱۰۰۰ نفر تلفات داشته باشد امروز یقیناً تلفات کمتری را ایجاد می‌کند. به همین سبب نیز اگر از کاهش تلفات نتیجه گرفته شود که میزان خشونت در سطح جهانی کاهش داشته است این تحلیل دقیق نیست.
بیر برائومولر نیز اعتقاد دارد که میزان مرگ سرانه آماری بی ربط و گمراه کننده است که نمی‌تواند به ما نشان دهد جنگ‌ها چگونه رخ می‌دهند. کاهش میزان مرگ و میر ناشی از جنگ می‌تواند به این معنی باشد که رشد جمعیت از میزان تلفات ناشی از جنگ‌ها پیشی گرفته است یا به زبان ساده اینکه مردم کمتری در معرض مرگ ناشی از خطرات جنگ قرار دارنداما به جای این مسئله ما باید میل دولت‌ها برای جنگ‌افروزی را بسنجیم. برائومولر برای این منظور از سنجه جدیدی به نام «استفاده از زور» نام می‌برد که منظور از آن رسیدن به مرحله ۴ در مقیاس ۵ درجه‌ای همبستگی جنگ‌های نظامی شده است. او دریافت که میزان استفاده از زور از ۱۸۰۰ میلادی تا هنگام جنگ جهانی اول ثابت بوده اما پس از آن افزایش داشته است.
برائومولر شاخص دیگری به نام «استفاده از نیرو در هر دوگانه مرتبط» را نیز معرفی می‌کند که منظور از آن استفاده از زور مبان دو کشور همسایه یا یک کشور با دیگر ابرقدرت‌ها است. این شاخص نشان می‌دهد که میزان درگیری‌ها طی ۲۰۰ سال گذشته ثابت بوده است و و نشانه‌ای از کاهش آن پس از جنگ جهانی دوم دیده نمی‌شود.